# Афанасово (городской округ Мытищи)
Афанасово — деревня в городском округе Мытищи Московской области России. Население — 336 чел. (2010).

## История
Точная дата основания деревни не известна. Впервые упоминается в 1623 году, как владение князей Долгоруковых, расположенное вблизи Дмитровского тракта, в Троицкой волости. В 1666 году была построена деревянная церковь во имя Сретения Господня с приделом, в связи с чем Афонасово стало селом. В начале XVIII века село перешло во владение княжеского рода Урусовых, а затем, в 1778 году, было продано владельцу близлежащего села Виноградово А. И. Глебову. В этот период времени в селе насчитывалось 7 крестьянских дворов. В 70-х годах XVIII века из-за ветхости были разобраны помещичий двор и церковь. Позднее была возведена часовня, просуществовавшая до 1930 года.
В середине 80-х годов XIX века Афанасово переходит во владение к купцу Бучумову. В начале XX века в деревне по-прежнему насчитывалось 7 домов. После Бучумова и вплоть до Революции 1917 года деревней владела помещица немецкого происхождения Э. М. Банза.
В начале 20-х годов в деревне был образован колхоз «Красный Октябрь», позже преобразованный в совхоз «Нива».

## География
Деревня расположена на границе Клязьминского и Хлебниковского лесопарков, примерно в 3 км к востоку от Дмитровского шоссе, примерно в 5 км к северу от МКАД и в 7 км к северо-западу от Мытищ. Севернее расположено Клязьминское водохранилище. Абсолютная высота — 177 метров над уровнем моря. Близлежащие населённые пункты — посёлок леспаркхоза Клязьминский, посёлок Поведники, посёлок Новоалександрово, деревня Новоалександрово и деревня Новогрязново.

## Население
По данным Всероссийской переписи, в 2010 году численность населения деревни составляла 336 человек (169 мужчин и 167 женщин). Возрастная структура населения характеризовалась следующими данными: трудоспособное население составляло 215 чел. (64 %) от общей численности населения, лица старше трудоспособного возраста — 74 чел. (22 %), моложе трудоспособного возраста — 47 чел. (14 %).
| 1859 | 1890 | 1899 | 1926 | 2002 | 2010 |
| ---- | ---- | ---- | ---- | ---- | ---- |
| 69   | ↗85  | ↘71  | ↗112 | ↗313 | ↗336 |

## Улицы
Уличная сеть деревни состоит из 21 улицы, 5 переулков и 1 аллеи:
| - Афанасовская ул. - Берёзовая роща ул. - Берёзовая ул. - Водоводная ул. - Генерала Архирова ул. - Дубовая ул. - Еловая ул. - Закрытая аллея - Закрытая ул. - Заречная ул. - Лекарственная ул. - Лесной пер. - Лесопарковая ул. | - Напрудная ул. - Невская ул. - Невский 1-й пер. - Невский 2-й пер. - Невский 3-й пер. - Огородная ул. - Ольховый пер. - Петровская ул. - Радиальная ул. - Ромашковая ул. - Северная кольцевая ул. - Тихая ул. - Центральная ул. - Южная кольцевая ул. |

## Перспективы развития
Через деревню пройдёт Мытищинская хорда, открытие которой планируется на IV квартал 2024 года.